# واشنطن روبلينغ
واشنطن أوغسطس روبلينغ (بالإنجليزية: Washington Roebling)‏ (26 مايو 1837– 21 يوليو 1926)، هو مهندس مدني أمريكي اشتهر بالإشراف على بناء جسر بروكلين، الذي صممه في البداية والده جون أ. روبلينغ. خدم في جيش الاتحاد خلال الحرب الأهلية الأمريكية كضابط وكان حاضرًا في معركة غيتيسبيرغ.

## التعليم والخدمة العسكرية
ولد واشنطن الابن الأكبر لجون روبلينغ، في مدينة ساكسونبرغ بولاية بنسلفانيا، وهي بلدة شارك في تأسيسها والده وعمه كارل روبلنغ. اقتصر تعليمه المبكر على الدراسة على يد ريدل وهين في بيتسبرغ. أُرسل أيضًا للإقامة مع الأستاذ ليمويل ستيفانز من جامعة بيتسبرغ الغربية (معروفة الآن كجامعة بيتسبرغ) حيث حضر أيضًا بعض الفصول الدراسية. التحق أخيرًا بأكاديمية ترينتون واكتسب مزيدًا من التعليم في معهد رينسيلر للفنون التطبيقية في تروي، بولاية نيويورك، من 1854 إلى 1857، فكتب أطروحة بعنوان «تصميم لقناة مقنطرة».
انضم إلى والده، بعد تخرجه كمهندس مدني للعمل كباني جسور. ساعد والده في مشروع جسر الغيني بين عامي 1858 و1860، عاش في نزل في شارع بن. عاد روبلينغ إلى ترينتون بعد الانتهاء من الجسر للعمل في مصنع الأسلاك التابع لوالده.
في 16 أبريل من عام 1861-أثناء الحرب الأهلية الأمريكية- جُند روبلينغ كقائد خاص في ميليشيا نيو جيرسي. ساعيًا لأكثر من واجب الحامية، استقال بعد شهرين وأعيد تجنيده في بطارية المدفعية في نيويورك، كملازم ثاني. أدى المتطوعون في الفرقة ك، الثالثة والثمانين في نيويورك واجب الموظفين المشاركين في تشييد الجسور المعلقة. ارتفع بثبات في الرتبة وسرعان ما كُلف كضابط.
شهد روبلينغ نشاطًا في معارك عديدة: ماناساس جانكشن (سباق الثور الثاني)، وأنتيتام، وتشانسيلورزفيل، وويلدرنس، وحصار بيترسبرغ وأبرزها معركة جيتيسبيرغ. ربما كان أول من لاحظ حركة الجيش الكونفيدرالي بقيادة روبرت إي لي نحو الشمال الغربي أثناء إجراء استطلاع بالمنطاد.
كان روبلينغ في 2 يوليو -خلال معركة جيتسبيرغ- أحد الضباط الأوائل على تلة راوند توب الصغيرة. ولاحظ علامات اقتراب القوات الكونفيدرالية، وسارع أسفل التل لتقديم تقرير إلى العميد الجنرال غوفرنير ك. وارين، الذي عمل روبلينغ مساعدًا له في المخيم. وبعد ذلك نزل الجنرال وارين وروبلينغ التل لإيجاد قوات لتأمين هذا الموقف التكتيكي الهام. ساعد روبلنغ في رفع المدفعية أعلى التل، في حين أرسل وارين اثنين من مساعديه -أحدهم الملازم رانالد إس. ماكنزي- للبحث عم دعم للمشاة. تمكن المساعدان من تأمين لواء من فيلق الاتحاد الخامس. قاد هذا اللواء العقيد سترونج فنسنت الذي احتل لواءه على الفور التل ودافع عن الجناح الأيسر لجيش بوتوماك ضد الهجمات الكونفدرالية المتكررة. عندما بدأ لواء فنسنت الحراك في موقعه، غادر وارين وروبلينغ التل وتمكن روبلينغ من إرسال الفرقة المئة والأربعين من متطوعي نيويورك إلى التل، دون ان يعلموا أن لواء فنسنت كان مشاركًا بالفعل ضمن القوات الكونفيدرالية المتقدمة. ومع ذلك، قدمت الفرقة المئة والأربعون من متطوعي نيويورك الكثير من التعزيزات التي كان الجنود في التل بأمس الحاجة لها.
ترقّى روبلينغ لرتبة مقدم في ديسمبر 1864 بسبب الخدمة الشجاعة، انتهت خدمته بترقيته إلى مقدم. بعد الحرب، أصبح رفيقًا مخضرمًا في الأمر العسكري للجوقة الموالية للولايات المتحدة الأمريكية.

## بناء جسر بروكلين
من منتصف عام 1865 إلى عام 1867، عمل روبلينغ مع والده على جسر سينسيناتي-كوفينجتون (المعروف الآن بجسر جون أ. روبلينغ المعلق). ولد ابنه الوحيد جون أ روبلينغ الثاني أثناء سفره في أوروبا للبحث في مصانع الاسلاك والجسور والأساسات.
بعد عودتة إلى الولايات المتحدة في عام 1868، أصبح روبلينغ مهندسًا مساعدًا في مشروع جسر بروكلين وعُين كبير المهندسين بعد وفاة والده في منتصف عام 1869.
لقد قام بالعديد من التحسينات المهمة على تصميم الجسر وكذلك تطوير تقنيات بناء الجسور. وهكذا، قام بتصميم قيسونتين هوائيتين كبيرتين، وأصبحتا لاحقاً الأساس للبرجين. اندلعت في عام 1870 النيران في إحدى القيسونات، فوجه روبلينغ الجهود لإطفاء النيران من داخل القيسون. تسبب عمله داخل الهواء المضغوط في هذه القيسونات تحت النهر في إصابته بمرض تخفيف الضغط (الانحناءات) الذي أضعف صحته وجعله غير قادر على زيارة موقع العمل، ومع ذلك واصل الإشراف على مشروع بروكلين حتى الانتهاء منه بنجاح في عام 1883.
إلى جانب مرض تخفيف الضغط، ربما كان يعاني من آلام إضافية، كالوهن عصبي المحتمل وآثاره الجانبية وإدمان المخدرات الثانوي. أصبحت زوجته إميلي وارن روبلينغ -التي أخذت على عاتقها تعلم بناء الجسور بنفسها- ممرضته ورفيقته وصديقته، وتولت الكثير من مهام كبير المهندسين بما في ذلك الإشراف اليومي وإدارة المشاريع.
على الرغم من قيام الزوجين بالتخطيط المشترك للبناء المستمر للجسر، فقد ضغطت إميلي بنجاح من أجل الاحتفاظ الرسمي بروبلينغ بصفته كبير المهندسين. وأشار ماكلوف إلى قيام روبلنغ بتنفيذ أكبر وأصعب مشروع هندسي على الإطلاق غيابيًا أنه «لا يوجد أي شيء مماثل لهذا الأمر في أي مكان من تاريخ التعهدات الكبرى».
أكمل روبلينغ بقية حياته في مصارعة الآثار اللاحقة لمرض داء الغُوَّاص ومعالجته.

## السنوات اللاحقة
بعد مشروع بروكلين، عاش روبلينغ وزوجته في تروي، في نيويورك، من عام 1884 إلى عام 1988، حيث التحق طفلهما الوحيد، جون أ. روبلينغ الثاني، بمعهد رينسيلر للفنون التطبيقية. عندما تخرج ابنهم، عاد آل روبلينغ إلى ترينتون، وانتقلوا إلى شارع 191 ويست ستيت في عام 1892.
شغل روبلينغ منصب رئيس رابطة خريجي معهد رينسيلر بين عامي 1902 و1903. توفيت زوجته إميلي في عام 1903 بسبب سرطان المعدة. تزوج روبلينغ في عام 1903 من كورنيليا ويستيل فارو من تشارلستون، في ساوث كارولينا.
غرق ابن أخيه تشارلز جّي. روبلينغ الوحيد والحامل لاسمه -واشنطن أوغسطس روبلينغ الثاني- المولود في 25 مارس 1881، مع آر إم إس تيتانيك في عام 1912.
بعد الموت المفاجئ لابن أخ آخر -كارل غوستافوس روبلينغ، في عام 1921، أصبح روبلينغ مرة أخرى رئيسًا لشركة أبناء جون إيه روبلينغ بعمر يناهز 84 عامًا. توفي في عام1926، بعد أن ظل طريح الفراش لمدة شهرين، بعمر 89 عامًا.
كانت روبلينغ شغوفًا بجميع الصخور والمعادن. تبرع ابنه، جون أ. روبلينغ الثاني، بمجموعته المكونة من أكثر من 16000 عينة لمؤسسة سميثسونيان وأصبحت جزءًا مهمًا من مجموعة المعادن والأحجار الكريمة.
يمكن العثور على العديد من المخطوطات والصور الفوتوغرافية ضمن مجموعات روبلينغ في جامعة روتجرز في نيو برونزيك، بولاية نيوجيرسي، ومعهد نيويورك. تُعرض فضيات عائلته في قلعة آشفورد، كونغ، ماي مايو، أيرلندا.

## روابط خارجية
- واشنطن روبلينغ على موقع الموسوعة البريطانية (الإنجليزية)